# Gospel Music Association
Gospel Music Association (GMA) är ett internationellt nätverk grundat 1964, med syftet att stödja alla former av gospel. GMA har mer än 4 000 medlemmar (2010).

## Evenemang

### GMA Music Week
I april varje år hålls gospelveckan "GMA Music Week" i och omkring Nashville, Tennessee. Under veckan hålls seminarier, konserter och andra gospel-evenemang.